# Moabici

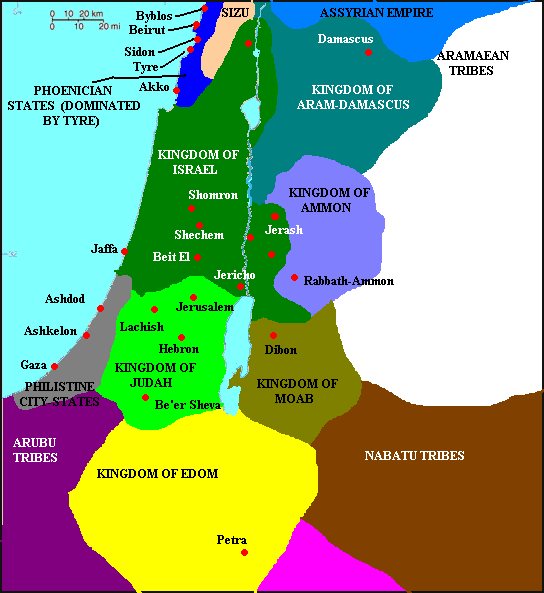
Kraje położone nad Jordanem ok. 830 p.n.e.

Moabici – starożytny lud zamieszkujący Moab, krainę położoną na wschód od Morza Martwego. 
Według przekazów biblijnych, byli potomkami Moaba, kazirodczego syna Lota i jego starszej córki. Moabici wojowali z Izraelitami, zostali pokonani i podbici przez króla Dawida (X w. p.n.e.). Niepodległość odzyskali za panowania króla Meszy (IX w. p.n.e.). 
Język moabicki był spokrewniony z językiem hebrajskim. Głównym bóstwem Moabitów był Kemosz.